# Dymkovská hračka

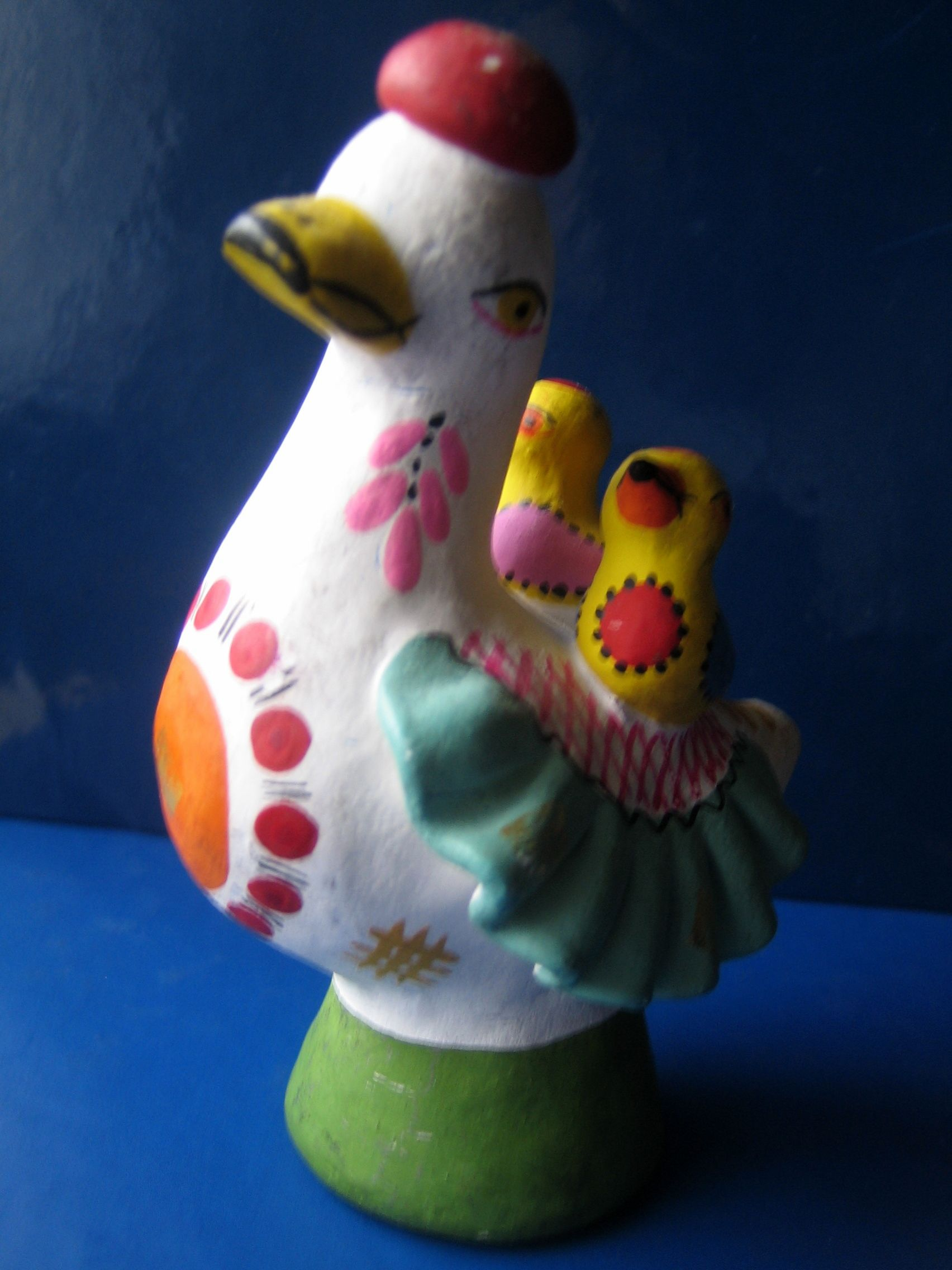
Dymkovská hračka

Dymkovská hračka je jedním z nejstarších ruských řemeslných výrobků. Figurka ve tvaru člověka nebo zvířete se vyrábí z keramiky. Je zdobená veselými barvami a jednoduchými vzory. Hračka vznikla v 15.–16. století v osadě Dymkovo nedaleko od města Vjatka (současné město Kirov).

## Historie
Dymkovská hračka byla původně spojována se svátkem jara, kdy se vyráběly tyto hliněné píšťalky v podobě zvířat, například drůbeže, ovcí, koz nebo koňů. Při výrobě hračky byla zapojena celá rodina, společně hnětli hlínu, vyřezávali a zdobili figurku.
V 19. století se hračka začala vyvážet za účelem prodeje například do Moskvy a Orenburgu. Za Sovětského svazu byla vynaložena velká snaha na podporu tohoto lidového řemesla.

## Výroba
Původně se pro vytvarování hračky používala místní červená hlína a písek z řeky (tehdy se používal písek z řeky Vjatky). Figurka se lepí po částech, jednotlivé části hračky se dolepují pomoci tekutého červeného jílu.
Hračky se suší dva až patnáct dní, poté se vypalují při teplotě 700–900 °C a natírají se bílou temperovou barvou. Dříve byly figurky natírány temperovými barvami, které se smíchaly s vejci a kvasem a místo štětců se používaly špejle a pírka. Namalovanou figurku pak potírali rozšlehaným vejcem, které jí dodalo lesk.
Hračka je malována pestrými barvami, z nich převládá zelená, modrá, červená, žlutá a zdobí se vzory proužků, čtverečků, teček, aj.

## Význam Dymkovské hračky
Dymkovská hračka je jedním ze symbolů Kirovské oblasti.
Dnes se motivy dymkovské hračky projevují také v návrhářství.
Dymkovské motivy byly použity při slavnostním zahájení Zimních olympijských her v roce 2014 v Soči.

## Zajímavosti
V roce 2011 bylo v Kirově otevřeno muzem „Dymkovská hračka: historie a současnost“.